# Leonor Varela
Leonor Varela Palma (phát âm tiếng Tây Ban Nha: [leoˈnoɾ βaˈɾela]; sinh ngày 29 tháng 12 năm 1972) là một nữ diễn viên người Chile và người mẫu. Cô đóng vai chính trong bộ phim truyền hình năm 1999 Cleopatra, và công chúa ma cà rồng Nyssa Damaskinos trong bộ phim Blade II năm 2002.
Cô thủ vai Shaman trong bộ phim 2018 Alpha: Người thủ lĩnh.
Varela sinh ra ở Santiago, Chile, con gái của Leonor Palma-Keller, một nhà trị liệu xoa bóp, và nhà sinh vật học và nhà thần kinh học nhận thức Francisco Varela García.. Cô có một người chị, Alejandra, và hai anh em, Javier và Gabriel. Mẹ cô là người gốc Pháp, Hungary và Syria. Khi Varela còn nhỏ, gia đình cô đã trốn khỏi Chile sau cuộc đảo chính quân sự năm 1973. Đầu thập niên 1980, cha mẹ cô chuyển về Chile trong khi cô ở lại Paris, nơi cô theo học diễn xuất tại trường Niels Arestrup, L'École du Passage, và Conservatoire Supérieur de Paris.

## Danh sách phim tham gia

### Phim
| Năm  | Tựa                              | Vai                  | Ghi chú                        |
| ---- | -------------------------------- | -------------------- | ------------------------------ |
| 1997 | Shooting Stars                   | Vanessa              |                                |
| 1997 | Bouge!                           | La danseuse          |                                |
| 1998 | The Man in the Iron Mask         | Ballroom Beauty      |                                |
| 1999 | Les parasites                    | Fidelia              |                                |
| 1999 | Les infortunes de la beauté      | Annabella            |                                |
| 2001 | The Tailor of Panama             | Marta                |                                |
| 2001 | Texas Rangers                    | Perdita              |                                |
| 2002 | Blade II                         | Nyssa Damaskinos     |                                |
| 2002 | Paraíso B                        | Gloria               |                                |
| 2003 | No Big Deal                      | Angela               |                                |
| 2003 | Ruby & Quentin                   | Katia / Sandra       |                                |
| 2004 | Voces inocentes                  | Kella                | English title, Innocent Voices |
| 2005 | Americano                        | Adela                |                                |
| 2006 | The Curse of King Tut's Tomb     | Azelia Barakat       |                                |
| 2007 | Goal II: Living the Dream        | Jordana Garcia       |                                |
| 2007 | Where God Left His Shoes         | Angela Diaz          |                                |
| 2008 | Sleep Dealer                     | Luz Martinez         |                                |
| 2008 | Hell Ride                        | Nada                 |                                |
| 2008 | Hindsight                        | Maria                |                                |
| 2008 | All Inclusive                    | Miranda              |                                |
| 2009 | Balls Out: Gary the Tennis Coach | Norma Sanchez        |                                |
| 2009 | Wrong Turn at Tahoe              | Anna                 |                                |
| 2010 | Que pena tu vida                 | Alma Subercaseaux    |                                |
| 2011 | Blind Alley                      | La Madre             |                                |
| 2013 | Odd Thomas                       | Odd's Mother         |                                |
| 2013 | Deseo                            | Muchacha             |                                |
| 2014 | A Fine Step                      | Liliana Bolivar      |                                |
| 2014 | Ride                             | Danielle             |                                |
| 2015 | Captive                          | Sgt. Carmen Sandoval |                                |
| 2018 | Alpha                            | Shaman               |                                |

### Truyền hình
| Năm       | Tựa                                                | Vai                    | Ghi chú                                         |
| --------- | -------------------------------------------------- | ---------------------- | ----------------------------------------------- |
| 1995      | Extrême limite                                     | Marie                  | "Sacrifice"                                     |
| 1995      | Pony Trek                                          | Anette                 | TV film                                         |
| 1996      | Sous le soleil                                     | Jeanne                 | "Comportement modèle"                           |
| 1997      | Le juste                                           | Pregnant Girl          | "En transit vers l'espoir"                      |
| 1997      | Tic Tac                                            | Pola Santa María       | Main role                                       |
| 1997      | Inca de Oro                                        | Flor de I'nca          | TV film                                         |
| 1997      | 13th Rider                                         | Anette                 | TV series                                       |
| 1998      | Jeremiah                                           | Judith                 | TV film                                         |
| 1999      | Cleopatra                                          | Cleopatra              | TV miniseries                                   |
| 2003      | Arrested Development                               | Marta Estrella         | "Bringing Up Buster", "Key Decisions"           |
| 2004      | Stargate Atlantis                                  | Chaya Sar              | "Sanctuary"                                     |
| 2005      | E-Ring                                             | Lt. Col. Cat Rodriguez | "Pilot"                                         |
| 2006      | The Curse of King Tut's Tomb                       | Dr. Azelia Barakat     | TV film                                         |
| 2007      | Como Ama una Mujer                                 | Sofia Marquez          | TV miniseries                                   |
| 2010      | Feroz                                              | Laura Palma            | Recurring role                                  |
| 2010      | Monsterwolf                                        | Maria                  | TV film                                         |
| 2010-2011 | Human Target                                       | Maria Gallego          | "Salvage & Reclamation", "A Problem Like Maria" |
| 2012      | Dallas                                             | Marta Del Sol          | Recurring role                                  |
| 2012      | Inland Empire                                      | Poopy                  | TV film                                         |
| 2013      | Agents of S.H.I.E.L.D.                             | Camilla Reyes          | "0-8-4"                                         |
| 2015      | Murder in Mexico: The Bruce Beresford-Redman Story | Monica                 | TV film                                         |